# Fernando Zevallos González
Fernando Zevallos González (Mariscal Cáceres, San Martín, 8 de julio de 1957), alias Lunarejo, es un empresario y narcotraficante peruano. Fue el presidente y dueño de la empresa de transporte aéreo Aero Continente hasta su condena por tráfico de cocaína en 2005. El 2004 el gobierno de George W. Bush incluyó a Zevallos dentro de la lista de los principales cabecillas extranjeros de Estados Unidos.
Actualmente se encuentra preso y viene cumpliendo dos condenas en Perú: una por narcotráfico de 20 años y otra por lavado de activos de 27 años.

## Biografía
Fernando Zevallos González nació el 9 de julio de 1957 en la provincia de Mariscal Cáceres en la región San Martín, al noreste de Perú. Ingresó en 1974 a la Escuela de Cadetes de la Fuerza Aérea del Perú en donde conoció a Jorge Chávez Montoya, alias Polaco. Al no poder continuar sus estudios por dificultades económicas, se traslada a Uchiza en 1978. El 23 de agosto de 1982 fue arrestado por tráfico ilícito de 10 kg de pasta básica de cocaína que vendía a narcotraficantes colombianos. En aquel entonces declaró que con el dinero ilícito había comprado una avioneta Cessna OBT-1198 con la que conformó la empresa Tausa (Transportes Aéreos Unidos de la Selva Amazónica) que realizaba vuelos entre las ciudades de Tocache, Uchiza y Tarapoto.
En 1992 funda Aero Continente, a partir de la compra de un avión de pasajeros Boeing 737. La empresa de transporte aéreo tuvo un rápido crecimiento a partir de su política de tarifas bajas llegando a 8 países de las Américas. En 1995, Zevallos huyó del Perú tras una orden de captura. En el año 2001, Zevallos regresó al Perú y apoyó económicamente a la candidatura de Alejandro Toledo.

### Caso Zevallos
El 2001, a partir de una investigación de más de 2 años en Chile denominada «Operación Icaro» realizada por el Consejo de Defensa del Estado y la Brigada Antinarcóticos de la Policía de Investigaciones de Chile, se ordenó incautar cinco aviones de la empresa Aero Continente Chile por los delitos de asociación ilícita y lavado de dinero. Adicionalmente, se detuvieron a cuatro ejecutivos, cerraron 16 oficinas y embargaron las cuentas bancarias en ese país.
El 19 de diciembre de 2005 fue sentenciado a 20 años de prisión por tráfico de clorhidrato de cocaína y haber financiado la creación de su empresa Aero Continente en 1992 con dinero del narcotráfico. El tráfico ilícito de drogas tenía como destino Estados Unidos, México y Europa. Previo a su sentencia, Zevallos presentó una demanda contra el periódico El Comercio por 100 millones de soles.
El 27 de julio de 2007 fue procesado por lavado de activos y otras violaciones de la Ley de Cabecillas Extranjeros del Narcotráfico (conocida como Kingpin Act) por el Tribunal de Distrito de los Estados Unidos del Distrito de Sur de la Florida en Estados Unidos. El 10 de febrero de 2009 la Oficina de Control de Activos Extranjeros del Departamento del Tesoro de los Estados Unidos identificó a 26 empresas y 14 personas que eran parte de la red financiera de Zevallos.
El 26 de febrero de 2019 el Poder Judicial en Perú sentenció a 27 de años de prisión a Zevallos Gonzáles por el delito de lavado de activos.